# DownThemAll!
DownThemAll! (DTA) — расширение для веб-браузера Mozilla Firefox, реализующее функциональность менеджера загрузок/ускорителя. Расширение может останавливать и перезапускать закачки в любое время без потери данных, позволяет пользователю быстро закачать все объекты, изображения и встроенные объекты с веб-страницы в один клик. Есть возможность использовать настраиваемые критерии, для выбора только того, что требуется закачать со страницы. Поддерживаются протоколы HTTP и FTP.

## Сегментированная закачка
Одна из основных функций DownThemAll! — возможность сегментированной закачки. Эта функция аналогична такой функции в программах GetRight и Download Accelerator Plus, и позволяет закачивать файл по частям, с последующим соединением частей после завершения их закачки, что может увеличить скорость закачки при подключении к медленному серверу. В версии расширения 1.0b1 добавлена поддержка формата Metalink, а это даёт возможность DTA получать сразу несколько URL для файла, контрольные суммы для проверки корректности произведённых закачек и другую информацию.

## Фильтрация закачиваемого
При извлечении со страницы ссылок, пользователь может выбрать файлы только определённого вида (к примеру, все PDF-документы), используя универсальный символ или регулярное выражение.